# Tramlijn 3 (Rotterdam)

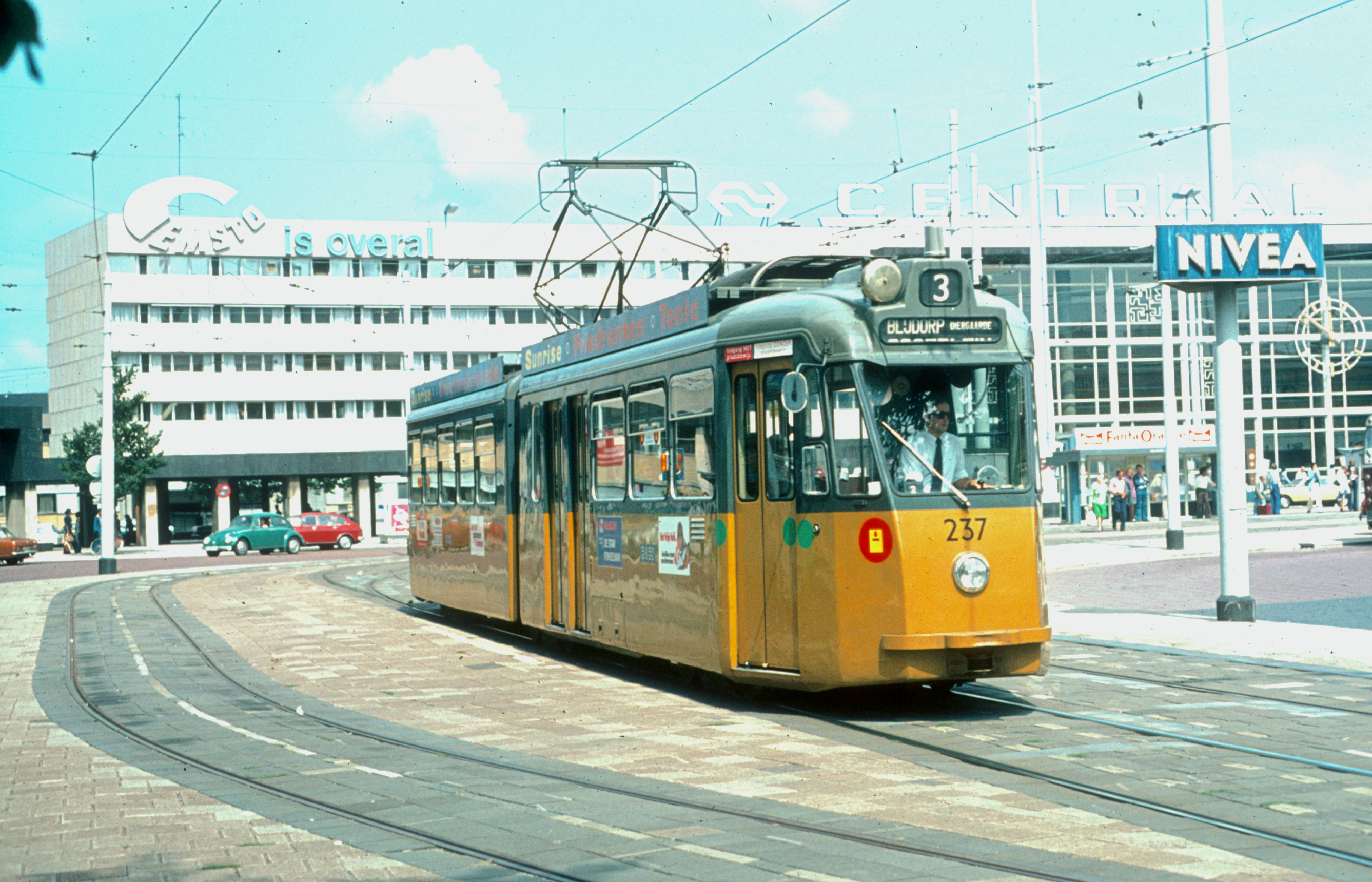
Gelede Schindler 237 op tramlijn 3 op het Rotterdamse Stationsplein eind jaren zeventig.

Tramlijn 3 van de Rotterdamse RET is een tramlijn die loopt van Beverwaard via Keizerswaard, de wijk IJsselmonde, Stadion Feijenoord, Kop van Zuid en het centrum naar Rotterdam Centraal. Het is een drukke  tram van Rotterdam, mede doordat het de enige tram is met een halte bij Stadion Feijenoord, waar naast het stadion ook veel horeca- en uitgaansgelegenheden zijn gevestigd.

## Geschiedenis
De eerste lijn 3 reed de route Bergweg - Boompjes. In 1922 werd de lijn vanaf de Bergweg verlengd naar de Heer Vrankestraat en in 1929 van Boompjes naar de Groene Hilledijk. In 1934 werd de route veranderd in Groene Hilledijk - Station D.P. In 1936 werd de lijn opnieuw verlengd, van de Groene Hilledijk over de Langegeer naar de Groenezoom. In 1941 werd de lijn verlengd naar Diergaarde Blijdorp, maar in 1943 weer ingekort tot Station D.P. In 1945 werd de lijn opnieuw verlengd naar Blijdorp.
In 1967 werd met het oog op de ingebruikname van de metro, waarbij al het rivierkruisend tramverkeer zou vervallen, de route totaal gewijzigd en reed toen Blijdorp - Kralingen (Laan van Nooitgedacht). De tak naar de Groene Zoom werd nog korte tijd overgenomen door lijn 11 tot de komst van de metro. In Kralingen werd de lijn door metrowerkzaamheden enkele jaren ingekort en verdween het eindpunt aan de de Laan van Nooitgedacht. In 1981 werd lijn 3 gewijzigd in een ringlijn Blijdorp - Centrum - Blijdorp en ging het traject naar Kralingen naar een nieuwe lijn 7. Na het gereed komen van de zogenaamde Cebecolus bij station Blaak reed lijn 3 daarnaartoe. In 1984 moest de RET bezuinigen en werd lijn 1 vanaf de Honingerdijk ingekort tot het Oostplein waarbij de minder frequent rijdende lijn 3 naar de Honingerdijk werd verlengd. In 1986 volgde een verlenging naar de Esch en reed lijn 3 de route Blijdorp - De Esch. 
Van 1994-2000 werd lijn 3 aangevuld door lijn 13. Op dat moment reed lijn 3 nog Blijdorp-CS-Van Oldenbarneveltstraat-Beurs-Blaak-Honingerdijk-De Esch. Sinds 1996 reden lijn 3 en 13 hetzelfde traject, alleen reed lijn 3 de lus in Blijdorp tegen de klok in en lijn 13 met de klok mee. 
In 2000 is de lijn voor de laatste keer gewijzigd en reed vanaf toen tot de opheffing in 2004 een korte maar opmerkelijke route door Blijdorp naar de Kleiweg, waarin de lijn twee keer het Hofplein passeerde en werd de lus door Blijdorp nog maar in één richting gereden, met de klok mee. Het traject Oostplein - De Esch werd na 16 jaar weer overgenomen door lijn 1. Het aantal passagiers nam door deze route nog verder af waardoor in 2003 ook de avonddienst na 20.00 uur verviel. 
Op 23 augustus 2004 werd lijn 3 uiteindelijk wegens bezuinigingen geheel opgeheven. Voor de bediening van Diergaarde Blijdorp werd verwezen naar bus 44 of naar bus 33 die bij de hoofdingang stopt aan de andere kant. De Kleiweg werd in de normale dienst ook tramloos maar in 2006 keerde tram 8 op deze route terug.
Lijn 3 bereed vanaf 2000 tot de opheffing in 2004 het traject: Station Kleiweg – Station Noord – Oude Noorden – Hofplein – Centraal Station – Hofplein – Centraal Station Noordzijde – Diergaarde Blijdorp -
lus door Blijdorp en weer terug naar Kleiweg.
Met de nieuwe dienstregeling van 10 december 2006 rijdt er ten behoeve van bezoekers van Diergaarde Blijdorp weer een tram op het traject Centraal Station (Noordzijde) – Van Aerssenlaan. Deze tramlijn 11 rijdt alleen op feestdagen en in vakanties van april tot oktober en wordt door RoMeO onderhouden met vierassers uit 1931. Deze tramdienst dient om de opheffing van lijn 3 te compenseren.
In 2010 keerde de tramlijn door Blijdorp tijdelijk terug als reguliere tramlijn echter onder het lijnnummer 11. De lijn reed in één richting als ringlijn met de klok mee (zoals lijn 13 reed) van het Centraalstation naar Blijdorp en via de Schiekade weer terug. Het betrof een proef maar door het geringe aantal reizigers werd in november 2010 al besloten dat deze proef geen vervolg kreeg en de tramlijn werd weer opgeheven.
Op 6 januari 2025 werd het tramnetwerk in Rotterdam veranderd waarbij veel tramlijnen een andere route en/of een ander lijnnummer kregen. "Lijn 3" is het nieuwe lijnnummer voor het ingekorte traject Beverwaard - Rotterdam Centraal van de voormalige lijn 23. Het lijnnummer 3 keerde hierdoor na 56 jaar afwezigheid terug "op Zuid".

## Exploitatie
Overdag wordt er van maandag t/m vrijdag een 7-minutendienst gereden en in het weekend elke tien minuten. In de avond en vroege ochtend rijdt de lijn om het kwartier.

## Materieel
Tramlijn 3 is volledig geschikt voor lagevloertrams en wordt geëxploiteerd met de Citadis, een tram van de bouwer Alstom.